# Tsaghkaber
Tsaghkaber är en ort i Armenien.   Den ligger i provinsen Lori, i den nordvästra delen av landet, 80 kilometer nordväst om huvudstaden Jerevan. Tsaghkaber ligger 1 762 meter över havet och antalet invånare är 1 207.
Terrängen runt Tsaghkaber är kuperad. Närmaste större samhälle är Spitak, 14,4 kilometer öster om Tsaghkaber.
Trakten runt Tsaghkaber består till största delen av jordbruksmark. Runt Tsaghkaber är det ganska tätbefolkat, med 65 invånare per kvadratkilometer.